# 6197 Taracho
6197 Taracho è un asteroide della fascia principale. Scoperto nel 1992, presenta un'orbita caratterizzata da un semiasse maggiore pari a 2,3269820 UA e da un'eccentricità di 0,0692487, inclinata di 5,84948° rispetto all'eclittica.
L'asteroide è dedicato alla città di Tara nel distretto di Fujitsu nella prefettura di Saga in Giappone, sede di un osservatorio astronomico.